# Laelichilis
Laelichilis là một chi thực vật có hoa trong họ Lan.